# Liste der Monuments historiques in Bourberain
Die Liste der Monuments historiques in Bourberain führt die Monuments historiques in der französischen Gemeinde Bourberain auf.

## Liste der Objekte
| Bezeichnung                     | Beschreibung               | Standort                                   | Kennzeichnung | Schutzstatus | Datum | Bild |
| ------------------------------- | -------------------------- | ------------------------------------------ | ------------- | ------------ | ----- | ---- |
| Weihwasserbecken                | Gusseisen, 15. Jahrhundert | in der Kirche Nativité-de-la-Vierge (Lage) | PM21000366    | Classé       | 1923  |      |
| Gründungsinschrift der Kirche   | Stein, bezeichnet 1555     | in der Kirche Nativité-de-la-Vierge (Lage) | PM21000367    | Classé       | 1923  |      |
| Grabstein für Marie Bourguignon | Kalkstein, bezeichnet 1581 | in der Kirche Nativité-de-la-Vierge (Lage) | PM21000368    | Classé       | 1960  |      |
| Glocke                          | Bronze, 1584 gegossen      | in der Kirche Nativité-de-la-Vierge (Lage) | PM21000369    | Classé       | 1964  |      |
| Skulptur Madonna mit Kind       | Kalkstein, 16. Jahrhundert | in der Kirche Nativité-de-la-Vierge (Lage) | PM21000370    | Classé       | 1955  |      |